# محمد ولی‌زادگان
محمّد ولی‌زادگان (زادهٔ ١٧ آذر ۱۳۶۵) کارگردان و بازیگر ایرانی است. او دارای مدرک کارشناسی ارشد کارگردانی تئاتر 
است. محمد ولی زادگان برای کارگردانی فیلم کوتاه "من خود،من هم میرقصم" (۲۰۲۲) برنده خرس بلورین جشنواره فیلم برلین شد.
او قبل تر در فیلم فیلم شیطان وجود ندارد که برنده ی خرس طلایی جشنواره فیلم برلین شده بود نیز به عنوان بازیگر حضور داشت.

## فیلم‌شناسی

### سینما
| سال  | عنوان            | نقش  | کارگردان        |
| ---- | ---------------- | ---- | --------------- |
| ١۴٠٠ | پیر پسر          | رضا  | اکتای براهنی    |
| ۱۳۹٨ | شهربانو          |      | مریم بحرالعلومی |
| ۱۳۹٨ | شیطان وجود ندارد | جواد | محمد رسول‌اف     |
| ۱۳۹۷ | جمشیدیه          | ستار | یلدا جبلی       |
| ۱۳۹۷ | غلامرضا تختی     | محمد | بهرام توکلی     |

### تلویزیون
| سال  | عنوان   | نقش  | کارگردان                  |
| ---- | ------- | ---- | ------------------------- |
| ۱۳۹۶ | سایه‌بان | سعید | جمشید محمودی، نوید محمودی |

### نمایش خانگی
| سال  | عنوان    | نقش   | کارگردان      |
| ---- | -------- | ----- | ------------- |
| ۱۴۰۳ | گردن زنی | بردیا | سامان سالور   |
| ١۴٠۲ | قهوه ترک | مقصود | علیرضا امینی  |
| ۱۳۹۹ | سیاوش    | سینا  | سروش محمدزاده |

### تئاتر
| سال  | نمایش                               | کارگردان          | سمت      | مکان               |
| ---- | ----------------------------------- | ----------------- | -------- | ------------------ |
| ۱۳۹۷ | آهواره                              | احسان گودرزی      | بازیگر   | تماشاخانه پالیز    |
| ۱۳۹۷ | دیر راهبان                          | کیومرث مرادی      | بازیگر   | تئاتر شهر          |
| ۱۳۹۶ | عروسی خون                           | محمد ولی زادگان   | کارگردان | تماشاخانه پالیز    |
| ۱۳۹۴ | او شمال من جنوب من شرق و غرب من بود | محمد ولی زادگان   | کارگردان | تماشاخانه باران    |
| ۱۳۹۳ | کازابلانکا                          | محمد ولی زادگان   | کارگردان | خانه فرهنگ آرین    |
| ۱۳۹۳ | پوزه چرمی                           | علیرضا کوشک جلالی | بازیگر   | تئاتر شهر          |
| ۱۳۹۱ | راهزنان                             | علیرضا کوشک جلالی | بازیگر   | تئاتر شهر          |
| ۱۳۸۷ | نمایش عروسکی ماه پیشونی             | لیلا مدنی پور     | بازیگر   | تماشاخانه ایرانشهر |
| ۱۳۸۶ | خواهش میکنم                         | رضا مولائی        | بازیگر   | تئاتر شهر          |
| ۱۳۸۴ | دشمن مردم                           | اکبر زنجانپور     | بازیگر   | تئاتر شهر          |
| ۱۳۸۳ | خین دارون                           | حمیدرضا رشیدی     | بازیگر   | تماشاخانه سنگلج    |